# Fort-Bloqué
Fort-Bloqué, ou fort de Keragan, est une fortification située dans la commune de Ploemeur dans le Morbihan en France. Il est construit au milieu du XVIIIe siècle, à la suite du siège de Lorient, dans le but de renforcer le système de fortifications sur la côte atlantique de la Bretagne.
Situé sur l'île Keragan, un îlot accessible uniquement à marée basse, il a été construit à l'initiative du gouverneur de Bretagne Louis-Jean-Marie de Bourbon, duc de Penthièvre.

## Historique
Le fort est construit entre 1747 et 1758 afin de lutter contre la prétention dominatrice de l'Angleterre, à la suite de la Guerre de succession d'Autriche. Du 29 septembre 1746 au 10 octobre 1746, les Anglais avaient fait le siège de Lorient, qui servait de base à la compagnie française des Indes orientales, concurrençant ainsi la Compagnie britannique des Indes orientales ; il fallait l'éliminer. Ils pillèrent la péninsule de Quiberon. Le duc de Penthièvre, amiral de France et gouverneur de Bretagne, donna l’ordre alors de construire des fortifications (dont le fort de Penthièvre, le fort Cigogne et le premier fort de la pointe du Talud, en Ploemeur) pour protéger Lorient. La construction du fort de Keragan sur « l'islette de Kergan » (une simple butte formant îlot à marée haute où deux petits canons avaient été transportés lors du siège de Lorient), commença en 1748 et s’acheva en 1758. La batterie « en fer à cheval », ouverte vers le continent, fut équipée de 4 canons, servis par quelques canonniers ; ses tirs, pouvant être croisés avec ceux de la pointe du Loch, construite en 1756. Il servait essentiellement à couvrir la  citadelle de Port-Louis et à sécuriser l'estuaire de la Laïta.
En 1846, le fort fut équipé d'un réduit "type 1846 n°2" et fut l'un des quatre forts les plus importants pour la défense de Lorient pendant la seconde moitié du XIXe siècle. En 1871 la batterie fut complètement fermée par la construction d'un mur en arc de cercle, formant un fortin ; l'usage populaire le nomma alors "Fort-Bloqué". Ses murs, résistant mal à l'usure du temps et à l'assaut des tempêtes nécessitèrent de constants travaux d'entretien.
Durant la Seconde Guerre mondiale, le fort fut intégré au mur de l'Atlantique allemand, mais on ne sait rien de son armement ni de sa fonction.

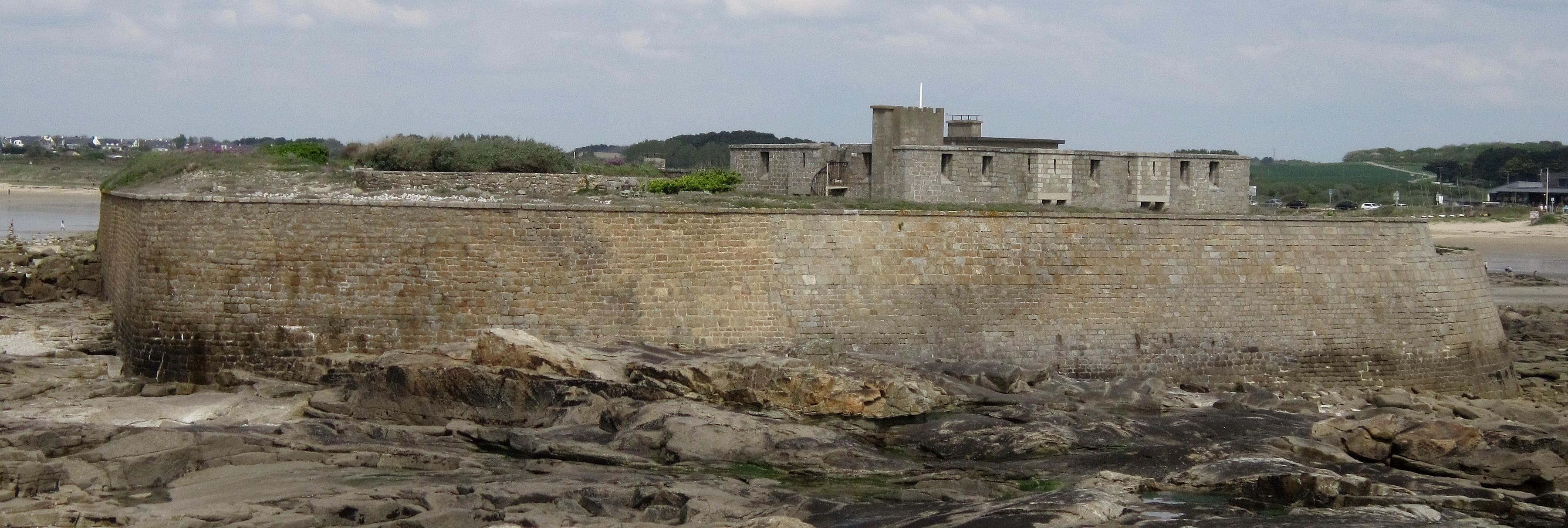
Le Fort Bloqué vu depuis le côté mer.
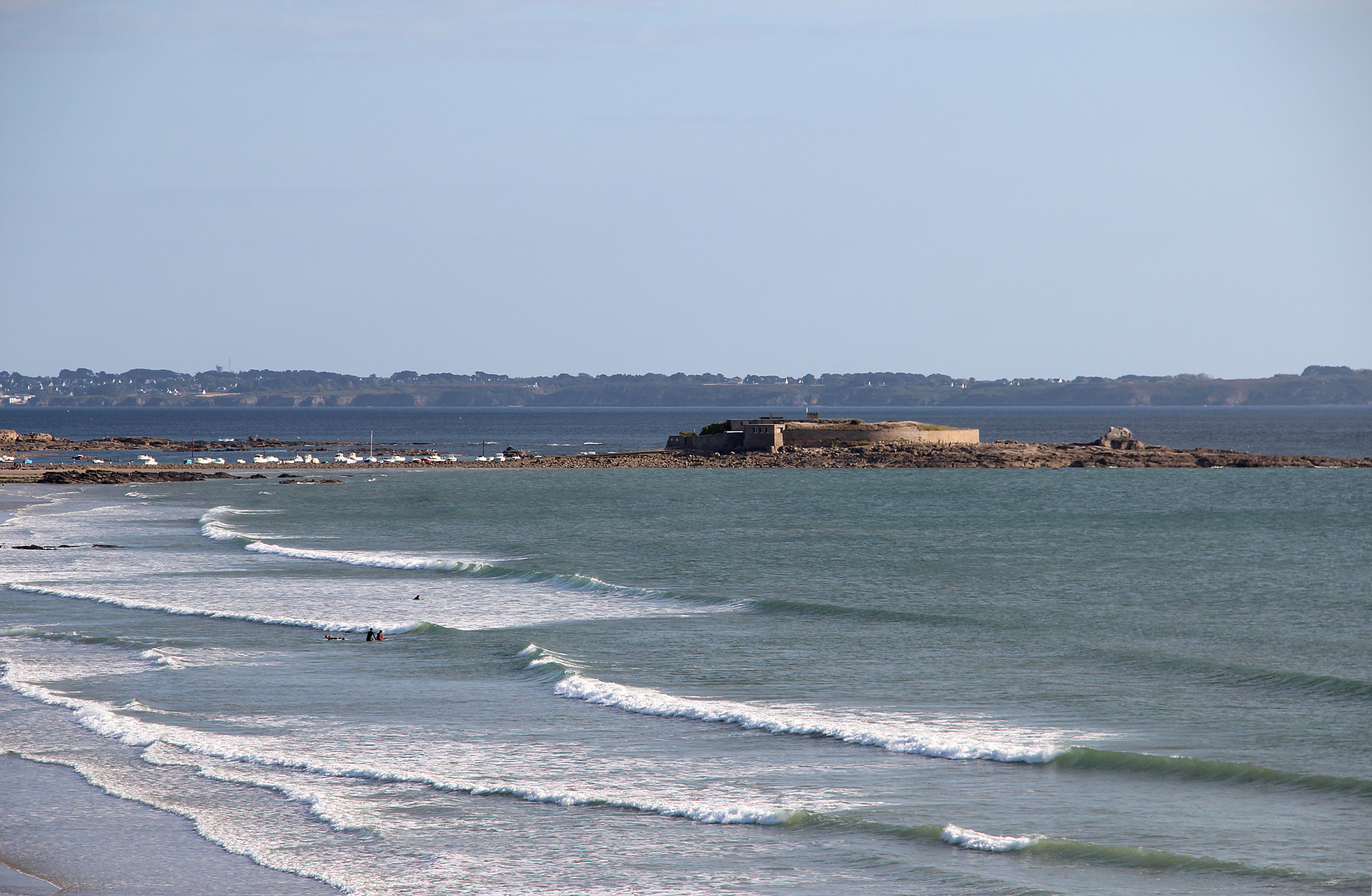
Le Fort Bloqué à marée haute.
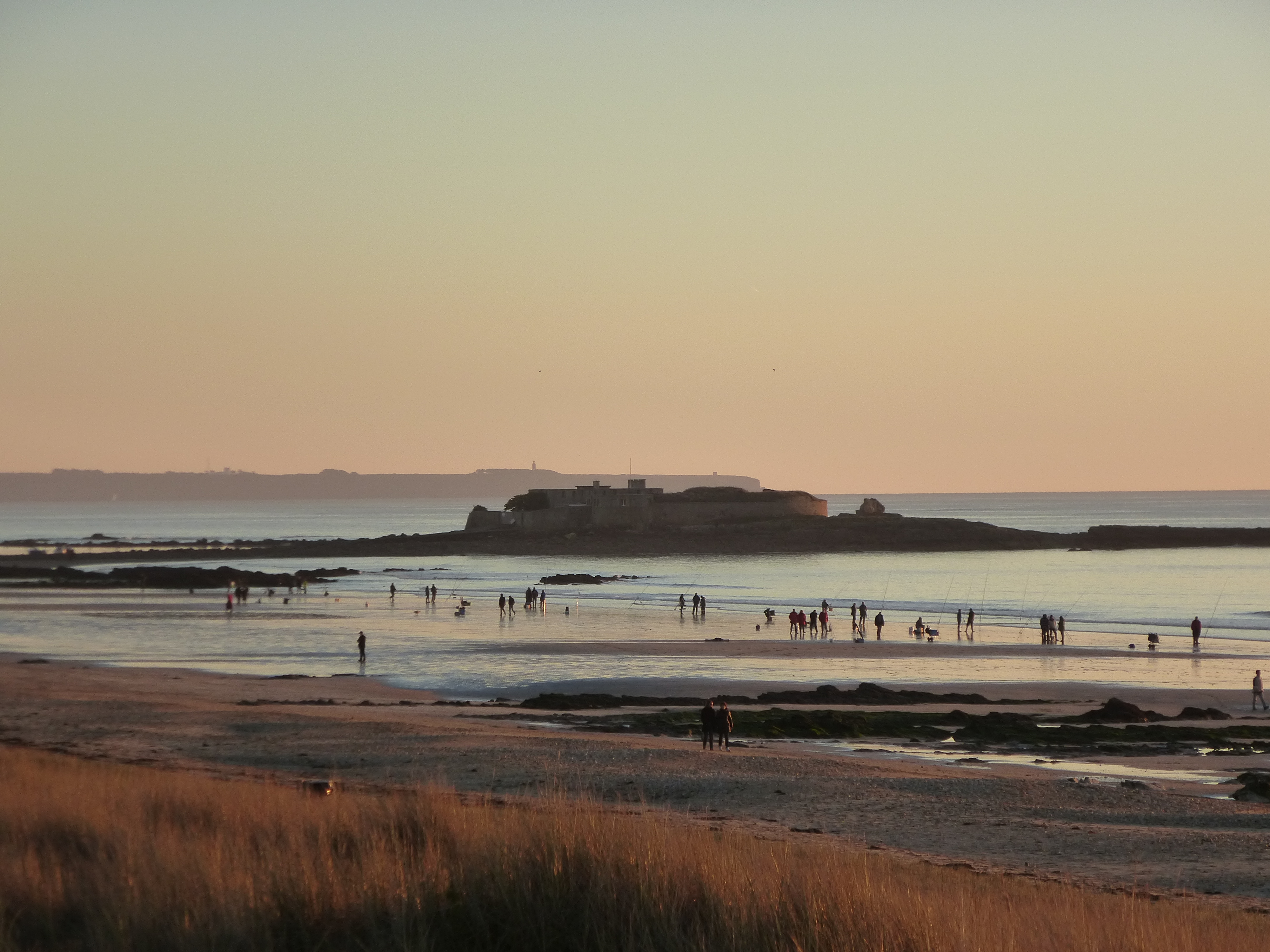
Le Fort Bloqué et la plage à marée basse.

La construction de la route départementale 152 dans les années 1950 a permis de désenclaver ce territoire et d'attirer une nouvelle population, laquelle s'est organisée en un village qui a pris le nom de son protecteur : « Fort-Bloqué ».
Le fort est finalement vendu en 1967, devenant propriété privée, avant d'être rénové dans les années 1970.

### Sources et bibliographie
- Lucien Penven, « Le fort du Keragan dit Fort Bloqué », Les cahiers du pays de Ploemeur, no 18,‎ décembre 2008, p. 3-13 (ISSN 1157-2574)